# Парк Авиаторов (Санкт-Петербург)
Парк Авиа́торов — парк в Московском районе Санкт-Петербурга.

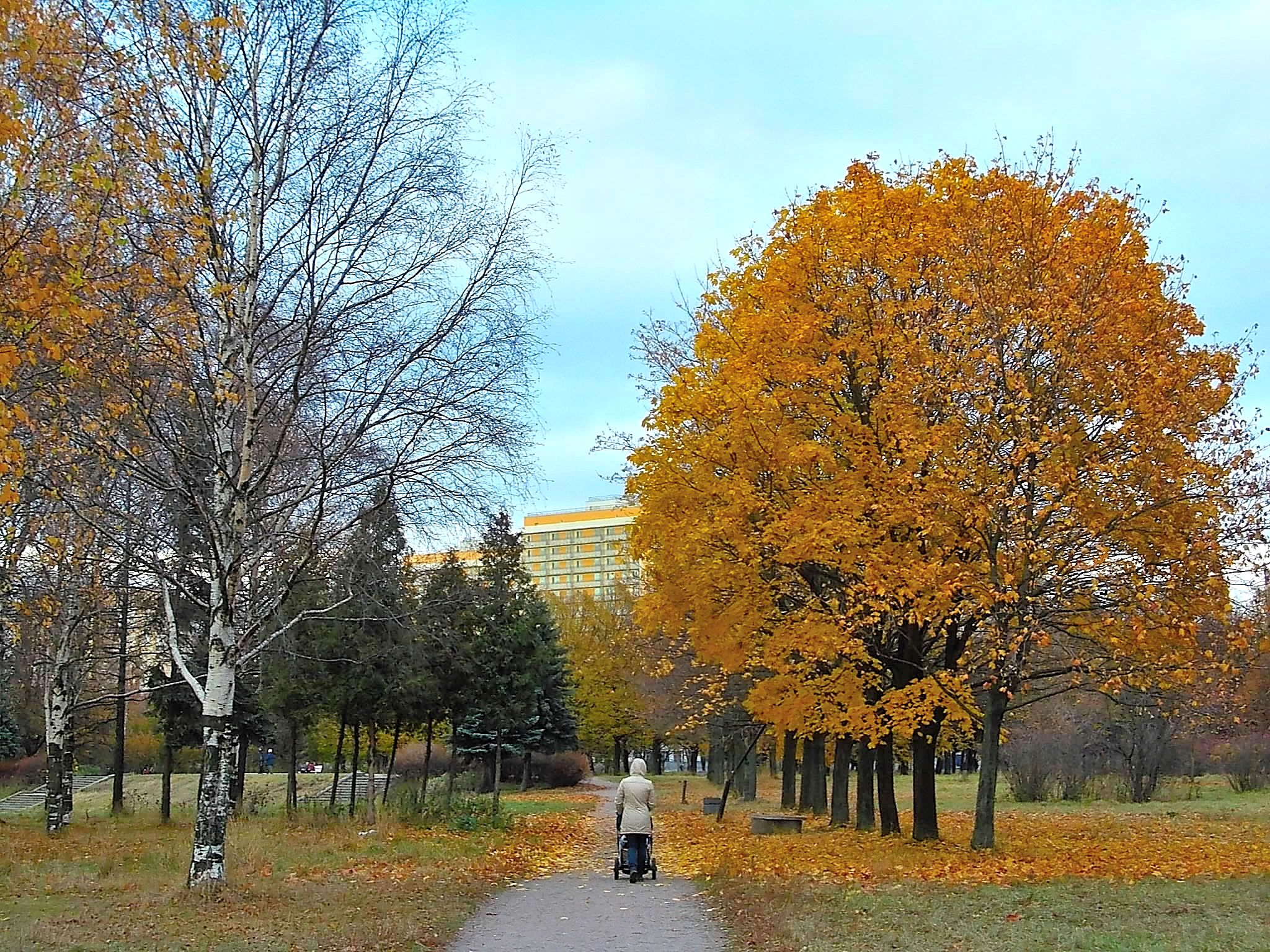
Осенью в парке Авиаторов

## Географическое положение
Находится в южной части Санкт-Петербурга между Новоизмайловским проспектом, Кубинской улицей, Кузнецовской улицей и Бассейной улицей.
Ближайшая станция метро — «Парк Победы».
Площадь парка — 32,53 га. Уступая почти в два раза Московскому парку Победы, является вторым по величине парком Московского района.

## История
Парк был заложен в 1966 году на юго-западной части территории бывшего Корпусного аэродрома, который после войны не использовался.
Имеет извилистую планировку дорожек, в центре парка — пруд. В 1968 году на его берегу открыт памятник военным лётчикам — самолёт-истребитель МиГ-19, расположенный на стальной пирамидальной консоли с бетонным основанием. Высота памятника составляет 12 м; архитекторы А. С. Червякова, С. А. Ушаков, инженер А. И. Рыбин. В 70-90х годах в теплое время здесь работал передвижной чешский парк аттракционов «Луна-парк».
Парк Авиаторов засажен в основном лиственными породами деревьев. Со стороны Новоизмайловского проспекта есть аллея, засаженная елями.
С 2006 года планировалось строительство на территории парка детско-юношеской теннисной школы: участок, где находился парк аттракционов, был передан ЗАО «Трудовые резервы» под сооружение Международной академии тенниса. Это вызвало обеспокоенность местного населения. К строительству «Трудовые резервы» так и не приступили, а в 2012 году истек срок аренды участка. В 2010 году этот участок стал частью парка Авиаторов как объекта зеленых насаждений общего пользования.
В 2022 году был  начат капитальный ремонт парка Авиаторов. В парке обновили садово-парковую мебель, организовать новые площадки отдыха, детские игровые и спортивные зоны для разных возрастов, отреставрирована набережная. Созданы спортивно-игровые площадки и плошадка для скейтборда.

## Галерея
|                                            |                     |                         |                 |
| Памятник военным лётчикам в парке (Миг-19) | Часть пруда в парке | Деревья на берегу пруда | Мост через пруд |